# Norská pobřežní stráž

Výlučná ekonomická zóna Norska

Norská pobřežní stráž (Kystvakten) je složkou norského královského námořnictva. Mezi její úkoly patří ochrana výsostných vod Norska, kontrola námořní plavby a rybolovných oblastí, záchranné operace atd. Tvoří ji především různé typy hlídkových lodí, přičemž disponuje i svým prvním hlídkovým plavidlem se schopnostmi ledoborce – Svalbard (W303). V roce 2015 měla pobřežní stráž celkem 15 plavidel. Hlavní základnou všech lodí je přístav Sortland v severním Norsku. Plavidla norské pobřežní stráže mají zdvojené posádky, které se ve službě pravidelně střídají. Díky tomu jsou ve službě až 300 dní v roce.

## Složení

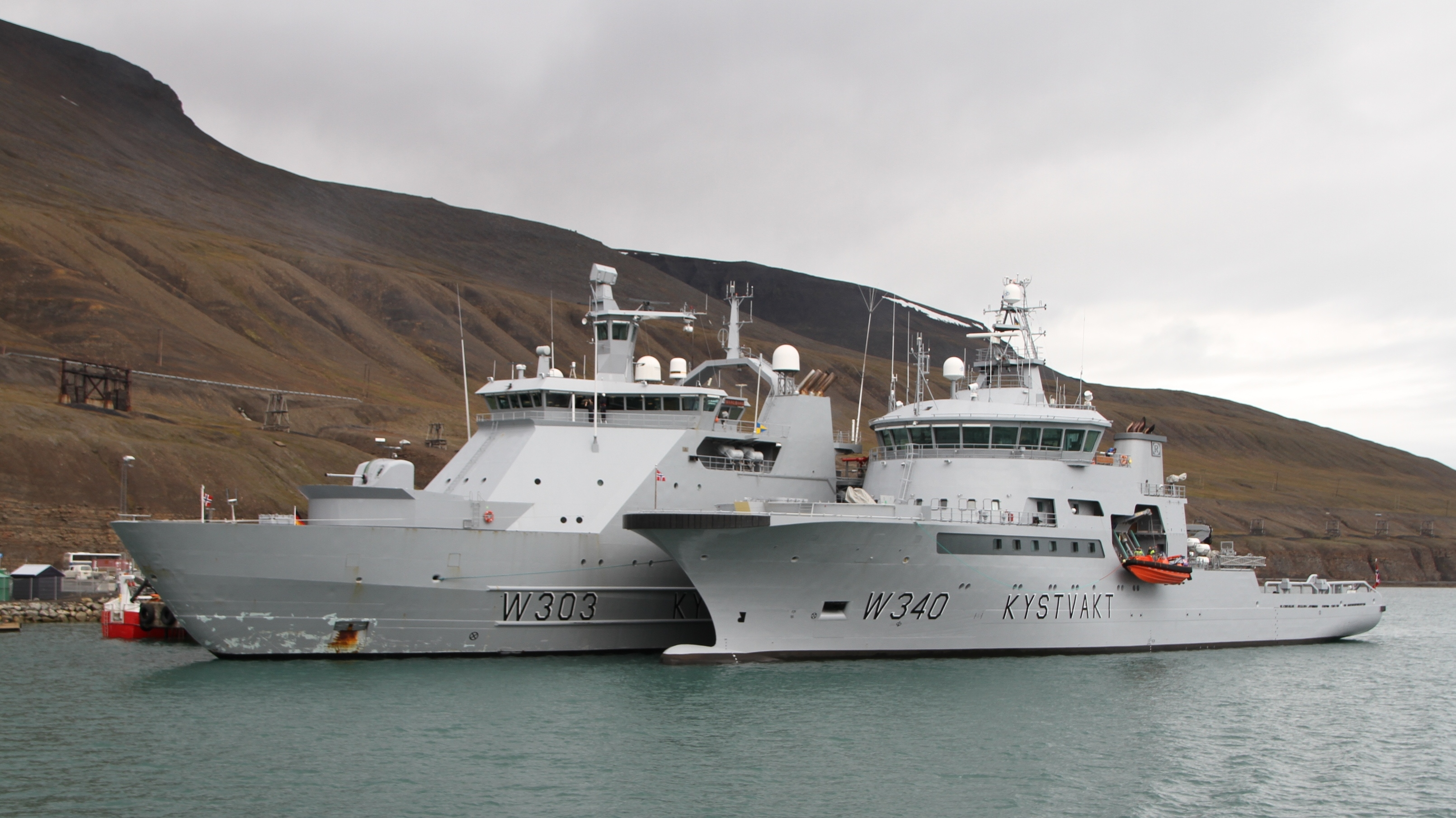
Oceánské hlídkové lodě Svalbard (W303) a Barentshav (W340)

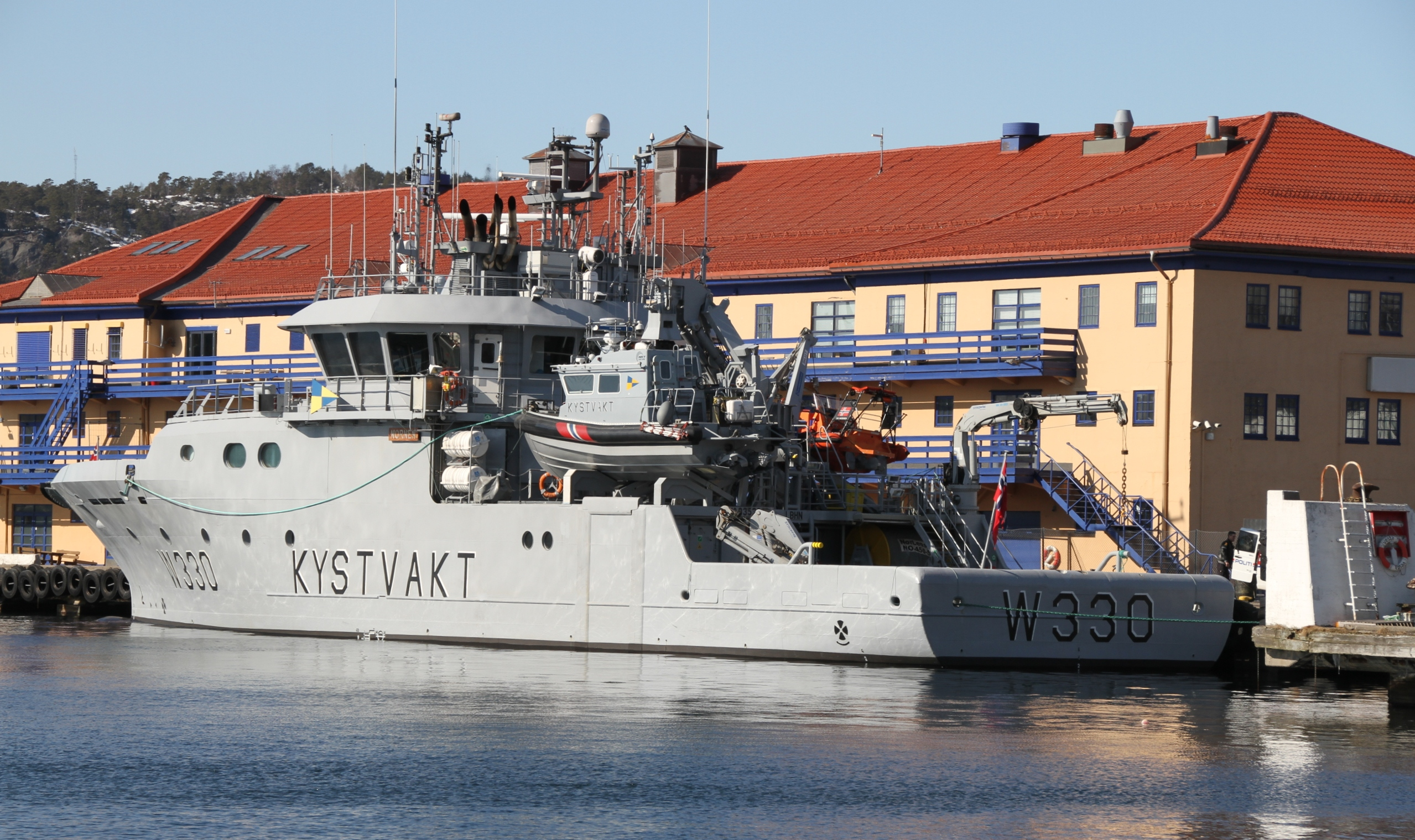
Pobřežní hlídková loď Nornen (W330)

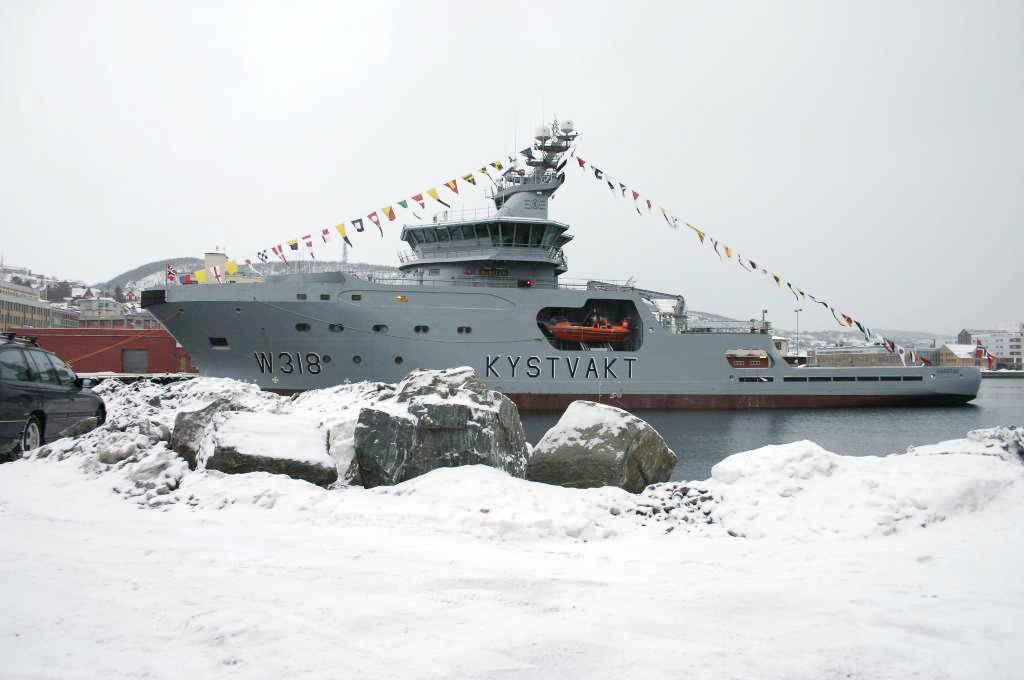
Pomocná loď Harstad (W318)

- Svalbard (W303) – oceánská hlídková loď, ledoborec[2]

- Třída Bison – oceánská hlídková loď (2 ks)
  - Bison (ex BOA Bison) (W323)
  - Jarl (ex BOA Jarl) (W324)

- Třída Barentshav – oceánská hlídková loď[3]
  - Barentshav (W340)
  - Bergen (W341)
  - Sortland (W342)

- Třída Nornen – pobřežní hlídková loď[4]
  - Nornen (W330)
  - Farm (W331)
  - Heimdal (W332)
  - Njord (W333)
  - Tor (W334)

- Harstad (W318) – pomocná loď, vlečná loď[5]

## Plánované akvizice
- Třída Jan Mayen – oceánská hlídková loď (3 ks)